# Holt Renfrew

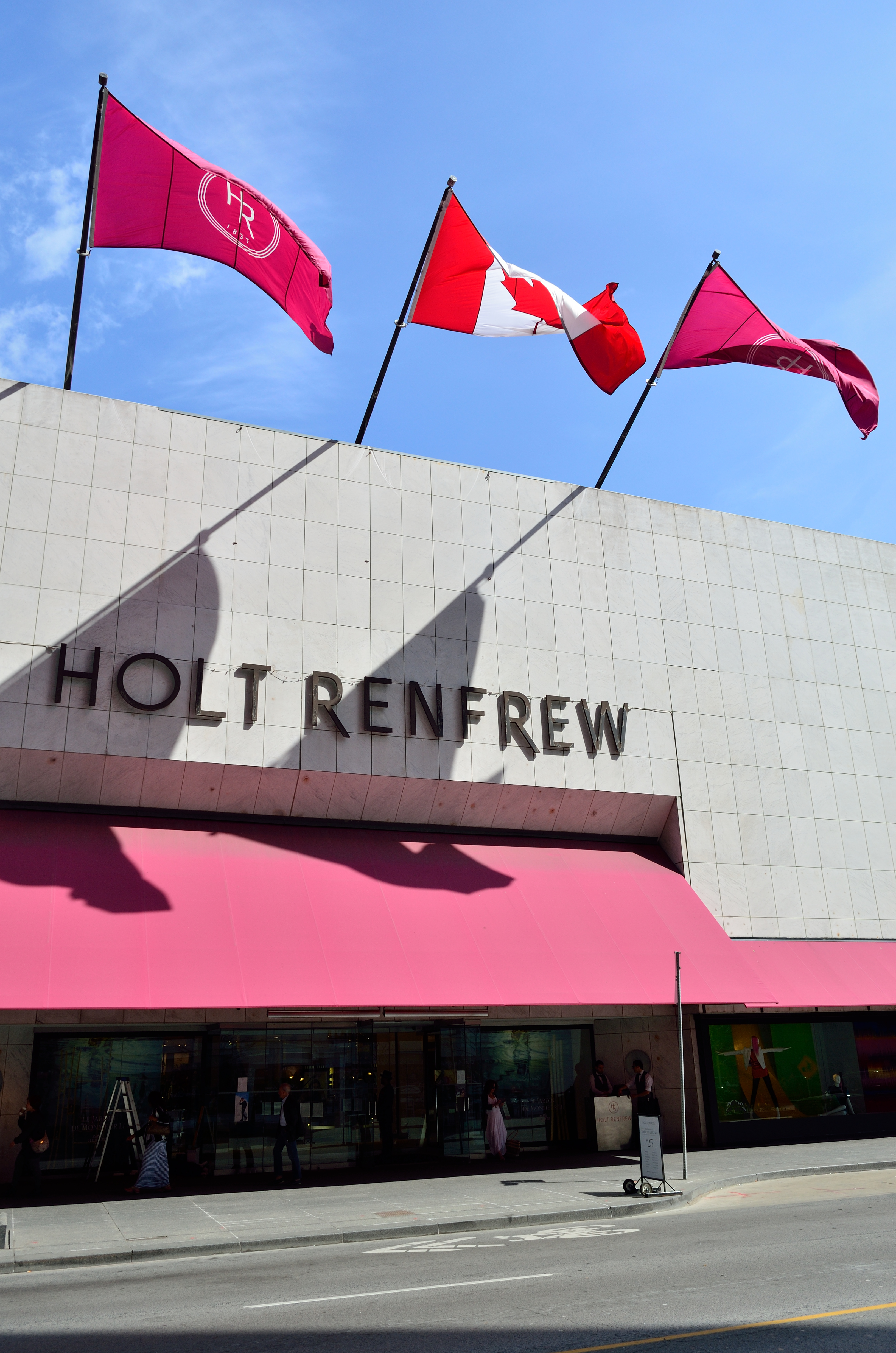
photo du blog holt renfrew

Holt Renfrew est une chaîne de grands magasins située au Canada, à l'image de Barneys New York ou de Saks Fifth Avenue aux États-Unis. Fondé à l'origine dans la ville de Québec en 1837, son siège social est situé à Montréal jusqu'en 1979, puis déménage à Toronto.
Aujourd'hui, la chaîne comporte 8 points de vente à travers le Canada, dont les villes de Toronto sur Bloor Street, et dans les centres commerciaux Yorkdale Shopping Centre et Sherway Gardens, à Montréal, au Core Shopping Centre du centre-ville de Calgary, au Manulife Place à Edmonton et au Pacific Centre Mall de Vancouver.
Holt Renfrew a contribué à faire connaitre de nouveaux créateurs de mode tels que Kirk Pickersgill et Stephen Wong avec leur marque Greta Constantine.  
En 2014, face à la compétition grimpante dans le prêt-à-porter de luxe au Canada, avec l'arrivée entre autres de Nordstrom ou de Saks OFF 5TH Avenue, la compagnie annonce la fermeture de ses succursales à Québec et à Ottawa.  

## Hommages
La rue Renfrew, dans la ville de Québec a été nommée en l'honneur de George Richard Renfrew, fondateur de cette chaîne de magasins fondée à Québec. La rue a été nommée en son honneur en 2006.